# Veccana
Veccana è stato un antico comune posto sulle rive del Verbano, oggi parte di Castelveccana in provincia di Varese, di cui fa parte dal 1928 quando fu aggregato al comune di Castello Valtravaglia.

## Storia
Veccana fu un antico comune del Milanese.
Registrato agli atti del 1751 come un borgo di 560 abitanti, nel 1786 Veccana entrò per un quinquennio a far parte dell'effimera Provincia di Varese nella Lombardia austriaca per poi cambiare continuamente i riferimenti amministrativi nel 1791, nel 1798 e nel 1799.
Alla proclamazione del Regno d'Italia nel 1805 risultava avere 639 abitanti. Nel 1809 il municipio fu soppresso su risultanza di un regio decreto di Napoleone che lo annesse a Porto, ma il Comune di Veccana fu tuttavia ripristinato nella provincia di Como con il ritorno degli austriaci, e nel 1821 fu dotato di un proprio Consiglio comunale. Nel 1853 risultò essere popolato da 784 anime, scese a 754 nel 1871, mentre nel 1921 si registrarono 833 residenti. Fu il regime fascista a decidere nel 1928 di sopprimere definitivamente il comune, unendolo a Castello Valtravaglia.

## Società

### Evoluzione demografica
Abitanti censiti